# Cầu diệp thưa
Cầu diệp thưa (danh pháp hai phần: Bulbophyllum tortuosum) là một loài phong lan thuộc chi Bulbophyllum. Loài này phân bố từ Sikkim qua Đông Nam Á đến Papua New Guinea.